# KAEST

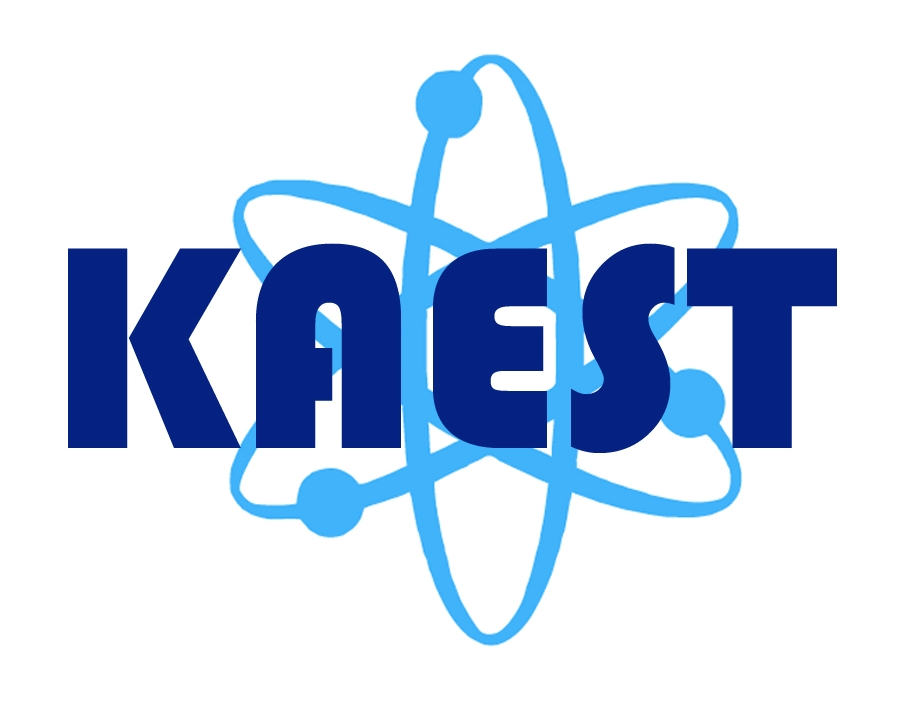

Konferenco pri Aplikoj de Esperanto en Scienco kaj Tekniko (KAEST) (Konferencia az Eszperantó Tudományos és Technikai Alkalmazásairól, KETTA) az eszperantó tudományos és technikai alkalmazását gyakorló szemináriumok és konferenciák sorozata, amely a mai Csehország és Szlovákia területén zajlik. 1978 és 1989 között a csehszlovák eszperantisták tudományos és műszaki szekciója szervezte, kezdetben AEST majd SAEST (Seminar on the Application of Esperanto in Science and Technology) rövidítésekkel. Az 1989–1998 között tartó szünet után a Cseh Eszperantó Szövetség a KAVA-PECH ügynökséggel együttműködve szervezte. 2010 óta az E@I vette át a szervezést.

## Konferenciák
1. AEST 1978, Žilina: (sen speciala temo) - téma nélkül, szabadon
2. SAEST 1980, Ústí nad Labem: La vivomedio hodiaŭ kaj morgaŭ. Problemoj de faka lingvo kaj traduko - A szaknyelv és a fordítás problémái
3. AEST 1981, Žilina: Apliko de komputiloj - Számítógépes alkalmazások
4. SAEST 1982, České Budějovice: Energio - la tutmonda problemo. Problemoj de la faka lingvo kaj traduko - Energia – a globális probléma. A szaknyelv és a fordítás problémái
5. SAEST 1984, Brno: Perspektivoj de la monda nutraĵ-produktado. Problemoj de la fakaj lingvo kaj traduko - A világ élelmiszertermelésének perspektívái. A szaknyelv és a fordítás problémái
6. AEST 1988, Poprad: Raciigo en scienco kaj teĥniko - Racionalizálás a tudományban és a technológiában
7. SAEST 1989, Strážnice: Fervoja trafiko - Vasúti forgalom
8. KAEST 1998, Praha: Modernaj rimedoj de komunikado. Terminologiaj problemoj - Modern kommunikációs eszközök. Terminológiai problémák
9. KAEST 2000, Praha: Fakaj aplikoj de Esperanto. Ekonomio sojle al la tria jarmilo - Az eszperantó speciális alkalmazásai. Gazdaság a harmadik évezred küszöbén
10. KAEST 2002 (8-a de novembro ĝis 10-a de novembro), Dobřichovice: Fakaj studoj en Esperanto. Elektronikaj rimedoj. - Speciális eszperantó tanulmányok. Elektronikus eszközök
11. KAEST 2004, Dobřichovice: Fake pri Esperanto kaj Esperante pri sciencoj - Hamisítvány az eszperantóról eszperantóul a tudományokról
12. KAEST 2006, Dobřichovice: Lingvo kaj interreto kaj aliaj studoj - Nyelv- és internet- egyéb tanulmányok
13. KAEST 2008, Dobřichovice: (sen speciala temo) - téma nélkül, szabadon
14. KAEST 2010 (18-a de novembro ĝis 21-a de novembro), Modra: Modernaj teknologioj por Esperanto - Modern technológiák az eszperantóra alkalmazva
15. KAEST 2012 (15-a de novembro ĝis 18-a de novembro), Modra: Modernaj edukaj metodoj kaj teknologioj - Modern oktatási módszerek és technológiák
16. KAEST 2014 (13-a de novembro ĝis 16-a de novembro), Modra: Arkivoj kaj bibliotekoj — kiel protekti kaj konservi nian heredaĵon - Levéltárak és könyvtárak – hogyan védjük és őrizzük meg örökségünket
17. KAEST 2016 (17-a de novembro ĝis 20-a de novembro),  Modra: Avantaĝoj kaj obstakloj de moderna komunikado - A modern kommunikáció előnyei és akadályai
18. KAEST 2018 (18-a de oktobro|18-a ĝis 21-a de oktobro), Modra: Evoluo de paradigmoj en scienco kaj tekniko - Paradigmák fejlesztése a tudományban és a technológiában
19. KAEST 2020 (1-a de oktobro|1-a ĝis 4-a de oktobro), enrete: Scienco kaj tekniko kiel rimedoj por efektivigi daŭripovan evoluon - A tudomány és a technológia mint eszköz a fenntartható fejlődés megvalósításához

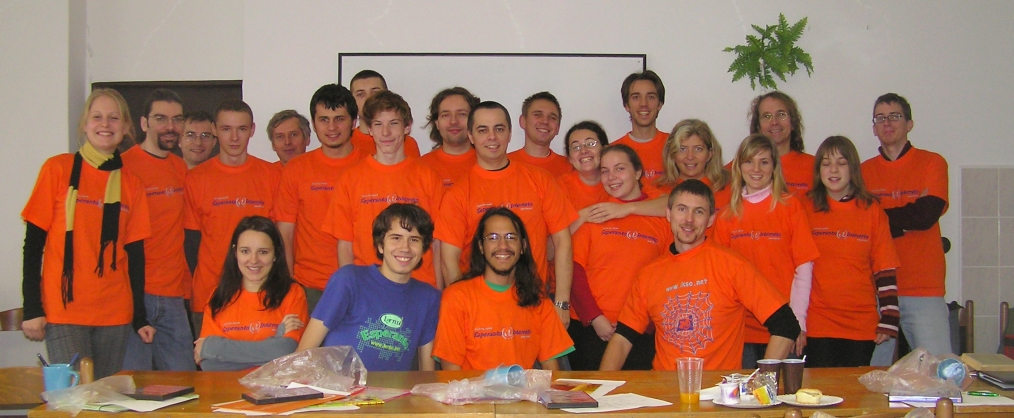
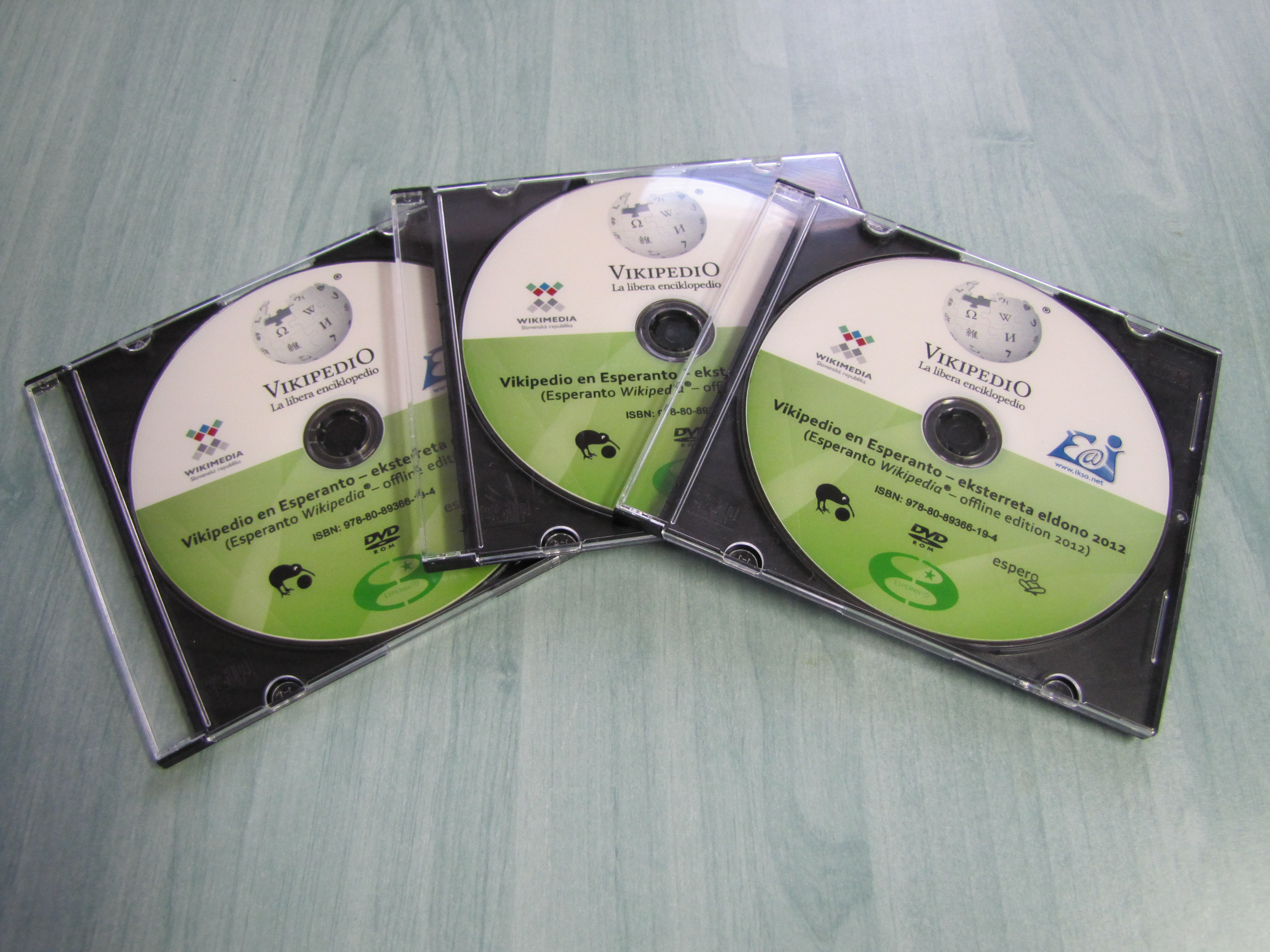
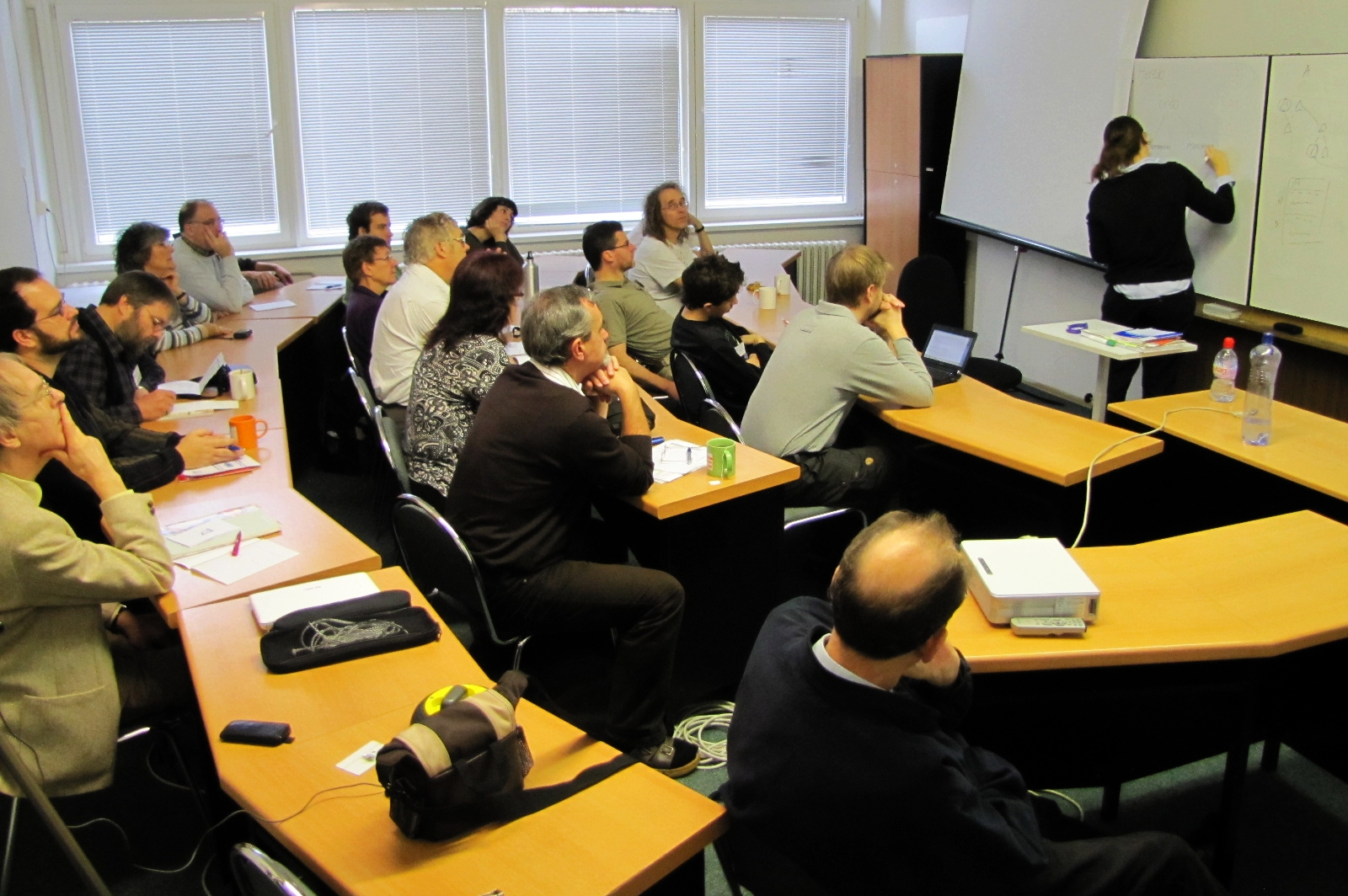

## Fordítás
- Ez a szócikk részben vagy egészben  a   Konferenco pri Aplikoj de Esperanto en Scienco kaj Tekniko című eszperantó Wikipédia-szócikk ezen változatának fordításán alapul.  Az eredeti cikk szerkesztőit annak laptörténete sorolja fel. Ez a jelzés csupán a megfogalmazás eredetét és a szerzői jogokat jelzi, nem szolgál a cikkben szereplő információk forrásmegjelöléseként.